# Empodiodes greatheadi
Empodiodes greatheadi là một loài ruồi trong họ Asilidae. Empodiodes greatheadi được Oldroyd miêu tả năm 1972. Loài này phân bố ở vùng nhiệt đới châu Phi.